# Художественный музей Эрнста Неизвестного
Художественный музей Эрнста Неизвестного — государственный музей в Екатеринбурге, посвященный творчеству скульптора и художника Эрнста Неизвестного, уроженца города. Это первый в России музей Э. Неизвестного, открытый в его 88-й день рождения, 9 апреля 2013 года, по инициативе ряда общественных деятелей Екатеринбурга и при поддержке губернатора Свердловской области.
Экспозиция музея размещена в самом центре Екатеринбурга, в старинном здании середины XIX века (бывший дом У. О. Петелиной, является объектом культурного наследия). Каменный дом стоит на красной линии улицы Добролюбова (бывшей Госпитальной ул.), прямо напротив резиденции Представителя Президента Российской Федерации в Уральском федеральном округе.
Музей Эрнста Неизвестного создан на базе живописных (станковых) и графических работ (рисунков, станковых гравюр, книжных иллюстраций), скульптуры малых форм, ювелирных изделий, иллюстрированных книжных изданий и эксклюзивных фотографий, электронного архива и личных вещей художника.
Основу коллекции составляют авторские подлинники, в том числе подаренные специально музею, а также официальные тиражные издания и материалы из личного архива художника, фотографии и электронные архивы сети Интернет.